# Satomi Takasugi
Satomi Takasugi (高杉 さと美, Takasugi Satomi), né le 11 juillet 1985 à Tokyo) est une idole japonaise, chanteuse de pop et ancienne gravure idol. Elle a signé chez le sous-label d'Avex Trax Rhythm Zone. Elle est un ancien membre de groupe de filles avex With, qu'elle formait avec les gravure idols Chinatsu Wakatsuki, Iori, et Kana Hoshino.

## Discographie

### Albums studio
- 2008 : Garden
- 2009 : Prism
- 2010 : Masacara

### Singles
- 2007 : "Tabibito" (旅人?)
- 2007 : "Hyaku Renka / Tōku Hanarete mo" (百恋歌 / 遠く離れても?)
- 2007 : "Yukiboshi / Soshite Boku wa Tohō ni Kureru" (雪星 / そして僕は途方に暮れる?)
- 2008 : "Issho ni" (一緒に?)
- 2008 : "Mahō no Kagi: The Dream Goes On" (魔法の鍵　~The Dream Goes On?)
- 2008 : "Arigatō" (ありがとう?)
- 2008 : "Relation: Ano Kaze o Tadotte" (RELATION ~あの風を辿って~?)
- 2008 : "Tears in the Sky"
- 2010 : "Sakurairo" (サクライロ?)
- 2010 : "Now!"
- 2010 : "Futatsu no Sora" (ふたつの空?)
- 2012 : "Kimagure Dolce" (気まぐれドルチェ?)